# Grèves de juin 1919

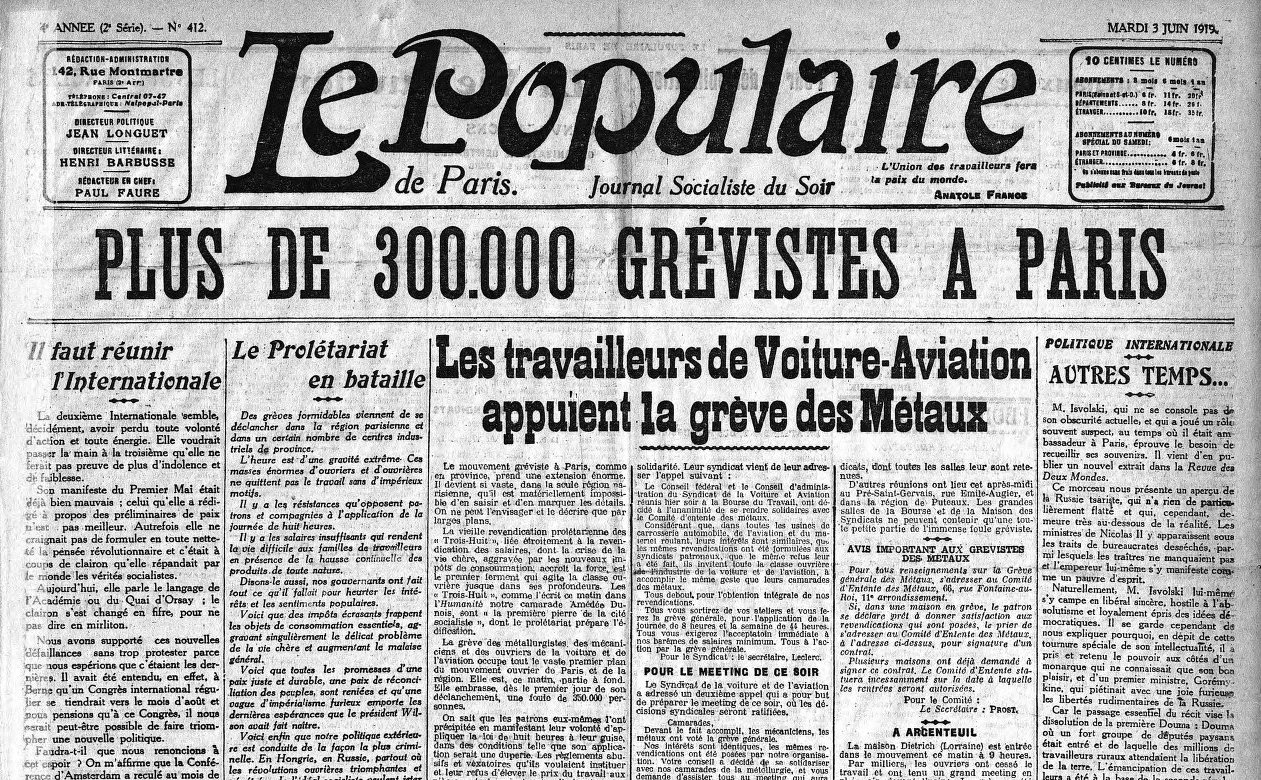
Une du Populaire, journal de la SFIO, au moment du pic des grèves de juin 1919.

Les grèves de juin 1919 secouent la métallurgie en région parisienne au lendemain de la Première Guerre mondiale. Deux raisons principales à cela : d’une part le coût élevé de la vie (les salaires sont toujours bloqués depuis 1914 tandis que les prix s'envolent), d’autre part les retours des soldats démobilisés, qui a multiplié le chômage par dix. À cela il faut ajouter que les syndicats CGT des métaux parisiens sont animés par des militants révolutionnaires, qu’ils soient socialistes ou anarchistes. Les grèves de juin 1919 ont été très politisées. On y a parlé ouvertement d’imiter la Russie ou la Hongrie révolutionnaire, et de renverser le capitalisme. Mais elles ont également souligné le décalage entre une base syndicaliste très combative et la direction de la CGT, beaucoup plus frileuse.
Les études les plus récentes[évasif] ont montré la diversité de la grève selon les lieux ; la grève est plus révolutionnaire là où l'emploi va avec l'habitat (Saint-Denis, Ivry), plus violente dans les territoires usiniers (Boulogne), plus modérée dans les zones de seul habitat (banlieue Est). Par ailleurs les manifestations sont restées confinées à la banlieue.

## Historique

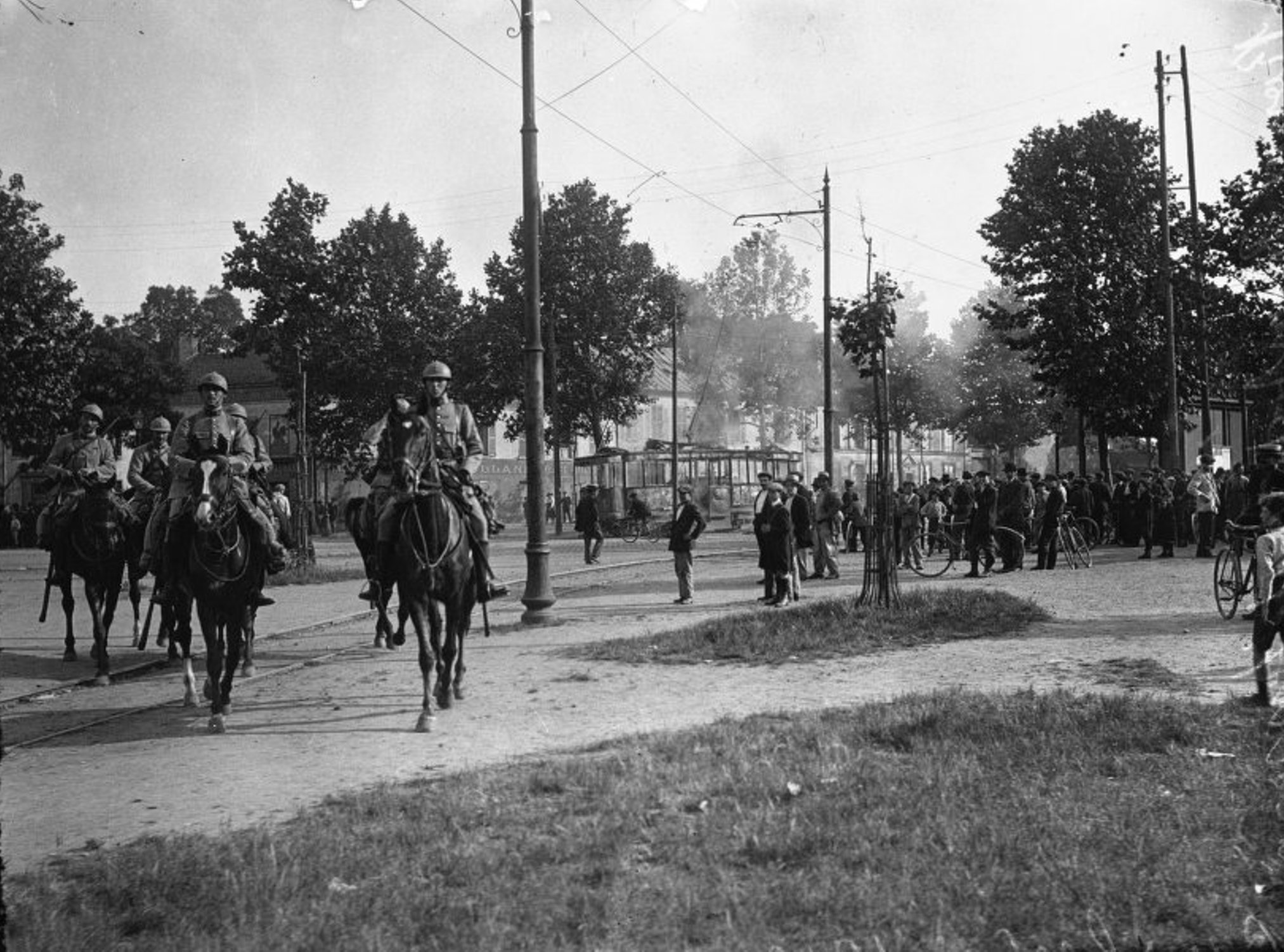
L'incendie d'un tramway de la ligne Saint-Germain par les grévistes des transports avec intervention de la troupe à cheval.

Le 25 mars 1919 est promulguée la loi créant les conventions collectives de branches. Avant la fin de l'année, 557 conventions sont signées ; et encore 345 en 1920. Pendant les années suivantes, ces conventions ne se maintiendront que dans la boulangerie, le livre, les mines, les inscrits maritimes.
L'Union des industries métallurgiques et minières (UIMM, patronat) tombe d'accord le 17 avril 1919 avec la fédération des Métaux CGT sur un projet de convention collective de la métallurgie comprenant les huit heures. Le 23 avril est voté à l'Assemblée nationale la loi des huit heures par jour, six jours par semaine (semaine de 48 heures sur six jours) et le 24 avril est organisée une réunion du Comité d'entente de la métallurgie parisienne, qui regroupe treize syndicats CGT. Il est alors décidé de revendiquer la semaine anglaise (44 heures avec libération du samedi après-midi) avec relèvement général des minima de salaires.
Le 1er mai 1919, une foule importante mais globalement disciplinée se rassemble mais il y a de nombreuses bagarres et des blessés. Le Comité d'entente adresse le 7 mai aux patrons ses revendications sur la semaine anglaise. Du 21 au 24 mai ont alors lieu des négociations parallèles UIMM/fédération des Métaux ; patronat parisien/Comité d'entente. Le 24 mai, l'accord est signé entre l'UIMM et la fédération des Métaux, et le patronat parisien l'oppose désormais au Comité d'entente. Colère des syndicalistes parisiens qui ont l'impression d'avoir été roulés.
Le 1er juin 1919, les 13 syndicats regroupés dans le Comité d'entente, représentant 12 000 syndiqués, tiennent des assemblées générales qui appellent à la grève et le lendemain la grève est un raz-de-marée : entre 100 000 et 150 000 grévistes. Encouragés par le mouvement des métallos, les travailleurs du métro votent la grève à l'unanimité : bientôt 20 000 grévistes dans les transports parisiens.

### Phase culminante des grèves 4-9 juin
Du 5 au 7 juin, un compromis est trouvé sur la révision des règlements d'ateliers, les délégués d'atelier, le temps de travail (le Comité d'entente accepte les 48 heures), mais il y a blocage sur le relèvement des salaires minimaux et l'égalité des salaires hommes-femmes. Le 8 juin, le Comité d'entente rompt les négociations avec le patronat et prend ses dispositions pour une grève longue.

### Round d'observation: 10-16 juin
Le 11 juin dans La Vie ouvrière, le syndicaliste « métallo » Marcel Vergeat estime que le mouvement « veut voir par delà la question purement économique » et s'est emparé des « grandes préoccupations sociales » que sont « amnistie, démobilisation, […] intervention en Russie […]. Il y a une pensée générale qui rayonne en ce moment sur toute la classe ouvrière qui pense et qui agit. Les questions posées intéressant le prolétariat tout entier, ce n'est donc pas aux métallurgistes parisiens, mais à la CGT à parler et à agir. »
De son côté Pierre Monatte, du Livre-CGT, est catégorique : « Où va-t-on ? Où va-t-on ? De mécontentement en mécontentement, de grève en grève, de grève mi-corporative et mi-politique à grève purement politique. On va tout droit à la faillite de la bourgeoisie, c'est-à-dire à la révolution. »
Le jour même, la commission exécutive de la fédération des Métaux écarte la proposition de grève générale par six voix contre quatre et deux abstentions.
Le cartel infédéral (Métaux, Mines, Cheminots, Inscrits maritimes) repousse l'idée d'une grève générale nationale. Le Comité d'entente semble bien isolé. Mise en place de soupes communistes.
Les transports reprennent le travail le 15 juin et le lendemain, à la bourse du travail, le Comité d'entente décide de poursuivre la grève coûte que coûte malgré son isolement : les métaux ne sont pas partis en grève nationale, et à Paris les autres corporations ne bougent pas.

### 17-25 juin 1919: radicalisation et fuite en avant
Les premiers signes de reprise dans certaines entreprises commencent le 7 juin. Le soir, réunion des syndicats des métaux parisiens qui sont divisés sur la suite à donner à la grève : certains veulent la maintenir sur le terrain exclusivement économique ; d'autres veulent la politiser et affirmer son caractère révolutionnaire. Un consensus est trouvé : on maintient la grève sur le terrain corporatif mais on interpelle de nouveau la fédération des Métaux pour une grève nationale.
Le 21 juin est signée la convention collective entre l'UIMM et la fédération des Métaux CGT : l'accord salarial est inférieur aux revendications du Comité d'entente. Des assemblées de grévistes rejettent la convention collective le lendemain. Le jour même, 75 grévistes envahissent la réunion du comité fédéral des Métaux pour réclamer qu'il appelle à la grève nationale. Le comité des Métaux accepte alors, le 23, d'appeler à la grève si les cheminots, les mineurs et les dockers font de même et le 25, les dirigeants des fédérations des cheminots, des dockers et des mineurs refusent d'appeler à la grève. Découragement des métallurgistes parisiens.
Enfin, le 28 juin, le Comité d'entente de la métallurgie parisienne décide la reprise du travail sans conditions.